# Alfred Stoecklin
Alfred Stoecklin (* 11. März 1907 in Basel; † 12. Dezember 2000 ebenda) war ein Schweizer Pädagoge und Historiker.

## Leben
Alfred Stoecklin, Sohn eines Bau- und Vermessungsingenieurs, studierte Geschichte sowie deutsche und lateinische Philologie in Basel, Freiburg und Paris. 1932 promovierte er in Basel zum Dr. phil. Ab 1937 bis zu seiner Pensionierung im Jahre 1973 unterrichtete er am Basler Mädchengymnasium am Kohlenberg.
Neben seiner Lehrtätigkeit betrieb Stoecklin historische Forschungen, namentlich zur spätmittelalterlichen Konzilsbewegung und zur Geschichte des Katholizismus in der Schweiz im 20. Jahrhundert.
Überdies engagierte er sich auf kirchlich-ökumenischem Gebiet. Er war langjähriger Präsident des Schweizerischen Vereins für christliche Kultur und in den 1940er-Jahren Gründer des Ökumenischen Kreises in Basel.

## Schriften
- Der Basler Konzilsversuch des Andrea Zamometić vom Jahre 1482, Basel 1938.
- (mit Julia Gauss) Bürgermeister Wettstein. Der Mann, das Werk, die Zeit, Basel 1953.
- Schweizer Katholizismus. Eine Geschichte der Jahre 1925–1975. Zwischen Ghetto und konziliarer Öffnung, Zürich 1978.